# Arapaima leptosoma
Az Arapaima leptosoma a sugarasúszójú halak (Actinopterygii) osztályának elefánthalak (Osteoglossiformes) rendjébe, ezen belül az Arapaimidae családjába tartozó faj.

## Előfordulása
Az Arapaima leptosoma előfordulási területe Dél-Amerika. Ezt a halat a brazíliai Solimões folyómedencében találták meg.

## Megjelenése
A hím hossza elérheti a 78 centimétert. Kisebb és karcsúbb testfelépítésű, mint a többi faj. 83 csigolyája van. A hátúszóján 40, a farok alatti úszóján 38 sugár van. A felső állcsontján (maxilla) 28 fog ül.

## Életmódja
Trópusi és édesvízi halfaj, amely élőhelyének a nyíltabb, azonban a mélyebb részein él.

## Források

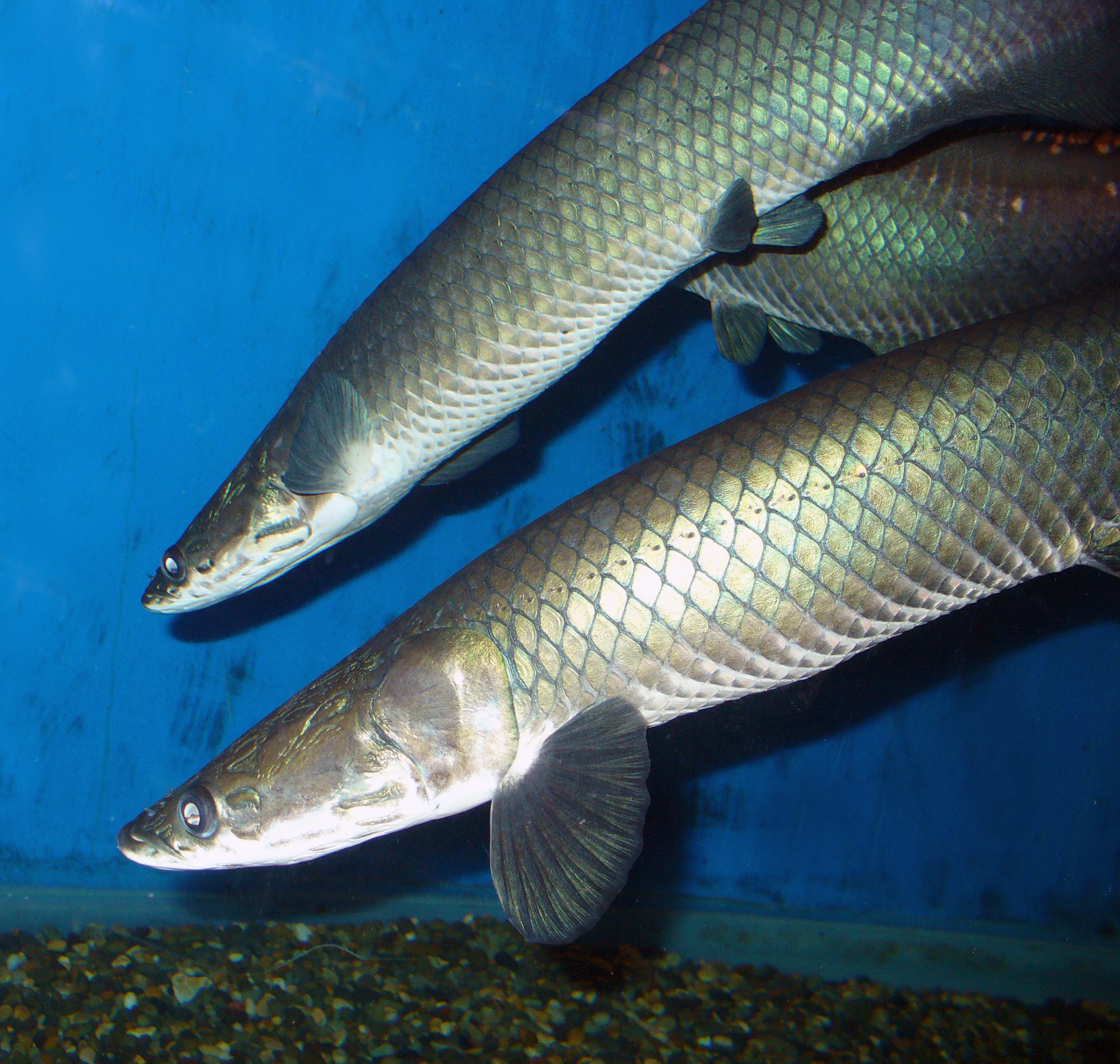
Akváriumi példányok